# باشگاه فوتبال آلساندریا
باشگاه فوتبال آلساندریا (ایتالیایی: U.S. Alessandria Calcio 1912) یک باشگاه فوتبال ایتالیایی است که در آلساندریا، پیمونت پایه‌گذاری شده است.